# 特基斯基阿克

圣地亚哥-特基斯基阿克 (Santiago Tequixquiac)

特基斯基阿克（Tequixquiac）是特基斯基阿克区的首府，位于墨西哥墨西哥州的东北部。该镇位于墨西哥谷北部谷口，州首府托卢卡东北120公里处。城镇名来自纳瓦特尔语，意为"碳酸氢钠水之地"。

## 图片